# Windsor (Virginie)
Pour les articles homonymes, voir Windsor.
Windsor est une municipalité américaine située dans le comté d'Isle of Wight en Virginie. Lors du recensement de 2010, sa population est de 2 626 habitants.

## Géographie
Selon le Bureau du recensement des États-Unis, la municipalité s'étend sur 4,03 milles carrés (10,44 km2), dont  0,02 mille carré (0,05 km2) d'étendues d'eau.

## Histoire
Le premier bureau de poste local ouvre en 1852 sous le nom de Corrowaugh. Quelques années plus tard, le Norfolk & Petersburg Railroad y construit une gare : Windsor Station. William Mahone et son épouse Otelia la nomme ainsi en référence au roman Ivanhoé de Walter Scott.
Windsor devient une municipalité le 15 mars 1902, par une décision de l'Assemblée générale de Virginie. En 2001, la municipalité annexe des quartiers non-incorporés situées dans le comté d'Isle of Wight. Elle voit ainsi sa superficie multiplier par 4 et sa population passer de 900 à 2 347 habitants.